# Soibahadine Ibrahim Ramadani
Pour les articles homonymes, voir Ramadani.
Soibahadine Ibrahim Ramadani, né le 5 mars 1949 à Chiconi, est un homme politique français. Membre de l’UMP puis de LR, il est sénateur de Mayotte de 2004 à 2011 et président du conseil départemental de 2015 à 2021.

## Biographie
Docteur en sciences de l'éducation en 1981, il se consacre à l'alphabétisation des adultes puis est nommé chargé de mission auprès du vice-recteur de Mayotte.
Soibahadine Ibrahim Ramadani est président départemental de la fédération RPR de 1993 à 1996. Il est battu à l'élection cantonale de Chiconi en 1994. Conseiller municpal de Chiconi, il préside le syndicat mixte d'investissement pour l'aménagement de Mayotte de 2001 à 2008.
Il est élu sénateur à Mayotte le 26 septembre 2004. Au Sénat, il est membre de la commission nationale d'évaluation des politiques de l'État outre-mer et membre de la commission de la culture, de l'éducation et de la communication et siège avec le groupe UMP. Lors de l'sénatoriales de 2011, il se classe en troisième position au second tour et ne retrouve pas son siège.
En mars 2015, il est élu conseiller départemental dans le canton d'Ouangani, en tandem avec Moinécha Soumaïla,,,. Il est élu quelques jours plus tard à la tête du conseil départemental de Mayotte. Lors des élections départementales de 2021, il ne brigue pas un nouveau mandat dans son canton, et Ben Issa Ousseni (LR) lui succède à la tête du département,.

## Détail des mandats et fonctions
- Président du conseil départemental de Mayotte (depuis 2015)
- Conseiller départemental de Mayotte, élu dans le canton d'Ouangani (depuis 2015)
- Sénateur (2004-2011)
- Conseiller municipal de Chiconi
- Président du Syndicat mixte pour l'investissement et l'aménagement de Mayotte